# Толмазов Борис Микитович
Толмазов Борис Микитович (1912—1985) — радянський театральний режисер i актор. Лауреат Сталінської премії першого ступеня (1947). Заслужений артист РРФСР (1947). Народний артист РРФСР (1954).

## Життєпис
Народ. 2 червня 1912 р. Закінчив Московське театральне училище при Театрі Революції (1934).

## Фільмографія
1. 1939: «Лікар Калюжний» (Кузьма Калюжний, лікар)
2. 1941: «Весняний потік» (Леонід Шилов, син Шилових)
3. 1947: «Центр нападу» (Семен Курочкін)
4. 1947: «Світло над Росією» (червоноармієць Ласточкин)
5. 1955: «Солдат Іван Бровкін» (командир батареї)
6. 1959: «Іван Бровкін на цілині» (командир батареї)
7. 1964: «Російський ліс» (професор Іван Віхров)
8. 1972: «Неочікуваний гість» (Василь Григорович Захарченко)

Виступав як театральний актор і режисер.

Грав в українських фільмах «Олександр Пархоменко» (1942, командир ескадрону) та «Центр нападу» (1946, Семен Курочкін).
Працював на озвучуванні мультфільмів: «Івась» (1940), «Тиха пристань» (1957), «Котячий будинок» (1958), «Три дроворуба» (1959).
Б. М. Толмазов помер 5 листопада 1985 р. Похований у Москві на Кунцевському кладовищі.